# 刘秋莲
刘秋莲（Liu Qiu Lian，1963年10月10日—），前新加坡影視演員，前新传媒藝員。

## 演藝生涯
刘秋莲1984年毕业于新加坡广播局第五期演员训练班，她曾在20多部剧集中担任女主角或重要角色。在早期的《家和万事兴》等剧中她扮演的是一些楚楚可怜的角色。之后的《摩登俏冤家》和《戏班》等剧开拓了她女强人和风骚泼辣的戏路。
刘秋莲歌声不俗亦曾于歌坛发展，在许多剧集中，都有她唱的插曲，如在《戏班》中，她就唱了《说不出的快活》、《卡门》和《情人的眼泪》三首歌曲。并曾出版专辑《莲的心曲》，其主唱的《提防小手》主题曲曾登上龙虎榜冠军。
1994年离开电视台后，秋莲到了马来西亚报读工商管理课程，接着就在当地从事鞋店生意。身为股东之一的她负责开发大马市场。8年后复出演出《浓浓咖啡乌》等剧。与新传媒签下两年约，不过04年3月提早解约。由于发挥机会不多，其后加入报业传讯集团。演出了《完美女人》一剧。可惜加入报业传讯半年，该公司倒闭，如今的秋莲潜心修佛及在家照顾她的一双子女。

## 演出作品

### 电视剧
| 首播   | 劇名                           | 角色                | 合作演员               |
| 1984年 | 年轻人之南游记                 | 劉雪妮              | 林廷、叶素梅、楊莉娜   |
| 1984年 | 雾锁南洋II                     | 陈莉莉              | 黄文永、吴瑰岸、黎惠燕 |
| 1984年 | 怒海萍踪                       | 梁爱莲              | 钱治钢、吴瑰岸、陈安娜 |
| 1985年 | 大侠吴三奇                     | 飘萍公主/钟芳芳     | 陈天文、何洁、邬伟强   |
| 1985年 | 铁蝴蝶                         | 赵丹薇              | 陈澍承、向云、郑宛玲   |
| 1985年 | 亚答籽                         | 邓美好              | 黄文永、陳忠華、黃佩如 |
| 1985年 | 少年英雄                       | 叶秋英              | 王玉清、陈天送、郑宛玲 |
| 1985年 | 吾爱吾家                       | 赵玲玉              | 黄文永、吴瑰岸、林倩如 |
| 1986年 | 家和万事兴                     | 李杏芳              | 黄文永、陳澍承、曾耀峰 |
| 1986年 | 踏上征途                       | 陈碧琪              | 曾耀峰、林秀明、陳天文 |
| 1986年 | 绝代双雄                       | 黄保仪（黃鳳）      | 李文海、林明哲、郑宛玲 |
| 1987年 | 芝麻綠豆之三朵金花             | 劉佩琪              | 吳坤傑、蔡平開、鍾麗卿 |
| 1987年 | 戏班                           | 李玉仙              | 黄奕良、向云、楊莉娜   |
| 1987年 | 奇缘之剑魂                     | 欧阳楚楚            | 林明哲、黄世南、严丙量 |
| 1988年 | 舞榭歌台                       | 朱莱娣              | 李文海、杨艳清、向云   |
| 1988年 | 牛车水人家                     | 马奉娇              | 陈天文、朱厚任、李南星 |
| 1988年 | 奇缘II之胭脂魂                 | 潘巧莲              | 王玉清、傅水玉、刘谦益 |
| 1989年 | 摩登俏冤家                     | 杜玉清              | 陈澍承、王昌黎、沈金兴 |
| 1989年 | 芳华满一家                     | 杨虹虹              | 黄奕良、朱乐玲、叶素梅 |
| 1990年 | 欣欣向荣                       | 何雪丽              | 林明哲、曹国辉、何秀卿 |
| 1990年 | 开心家族                       | 马凤仪              | 陈之财、朱乐玲、叶世品 |
| 1991年 | 谍海危情                       | 杜少芳              | 曹国辉、王玉清、潘玲玲 |
| 1991年 | 家有恶妻                       | 周曼玉              | 张水发、陈翔、曾慧芬   |
| 1991年 | 锦绣前程                       | 凌波                | 陈澍承、周初明、黎惠燕 |
| 1992年 | 火舞风云                       | 郑丹妮              | 洪国锐、李茵珠、陈秀环 |
| 1992年 | 妙男正传                       | 苏美瑶              | 沈晖濠、李天赐、陈澍承 |
| 1993年 | 银海惊涛                       | 齐美君              | 陈泰鸣、朱乐玲、梁维东 |
| 1993年 | 莲花争霸                       | 秋若兰/風二娘       | 李南星、陈天文、朱乐玲 |
| 1994年 | 潇洒走一回                     | 王自尊（June）      | 謝韶光、梁智强、段伟明 |
| 1994年 | 白蛇后传之人间有爱             | 白素贞/桂花         | 王昌黎、曹国辉、丁岚   |
| 2002年 | 浓浓咖啡乌                     | 吴玉燕              | 陈天文、蔡平開、王裕香 |
| 2002年 | 春到人间                       | 仙姐                | 周初明、陈汉玮、欧菁仙 |
| 2003年 | 一切由慎开始II之死别           | 黄金                | 陈慧慧、黃小玲、鄭惠玉 |
| 2003年 | 孩有明天                       | 方丽华              | 陈澍承、林湘萍、洪慧芳 |
| 2003年 | 美丽家庭                       | 黄乐庭              | 黄世南、潘玲玲、曹国辉 |
| 2003年 | 吃吃面包谈谈情                 | 林宝玲 （特别客串） | 陈慧慧、洪慧芳、严丙量 |
| 2004年 | 我爱我家真情实录之看不见的关怀 | 洪亚真              | 陈凤玲、张汶祥、蔡平开 |
| 2004年 | 真心蜜语                       | 张菀玲              | 戚玉武、陈汉玮、谢宛谕 |
| 2004年 | 完美女人                       |                     | 傅芳龄、陈慧慧、黄素芳 |

### 电影
- 《血溅芽笼》角色：哈里妻子 合作演员：林继堂

## 音乐作品
- 專輯「蓮的新曲」包括电视剧“提防小手”同名主题曲 电视剧“提防小手”插曲“影子” 等12首歌曲
- 贺年歌曲“财神到我家”